# Alexandre Naulleau
Pour les articles homonymes, voir Naulleau.
Alexandre Naulleau (né le 22 janvier 1981 à Saint-Malo) est un coureur cycliste français, qui fut professionnel de 2004 à 2005. 

## Biographie
Coureur amateur de très bon niveau, vainqueur notamment de Bordeaux-Saintes en 2003, Alexandre Naulleau passe professionnel dans l'équipe Brioches la Boulangère en 2004 (devenue Bouygues Telecom l'année suivante). Malgré une 2e place aux Boucles de l'Aulne derrière Frédéric Finot dès sa première saison, il ne parvient pas à s'imposer à l'échelon professionnel, et quitte l'équipe après seulement deux saisons à ce niveau. Il s'occupe par la suite de la carrière de son jeune frère Bruce.

## Palmarès
- 1997
  -  Médaillé de bronze du contre-la-montre au Festival olympique de la jeunesse européenne
- 1998
  - Ronde du Printemps
  - 3e du championnat de France sur route juniors
- 2000
  - Tour de l'Oudon
- 2002
  - Kreiz Breizh :
    - Classement général
    - 2e étape

  - Grand Prix Rustines
- 2003
  - 3e et 7e étapes du Circuit des plages vendéennes
  - Bordeaux-Saintes
  - Circuit de la vallée de la Loire
  - 2e et 7e étapes du Tour de Guadeloupe
  - 1re étape du Transalsace International
  - 3e du Tour d'Eure-et-Loir
- 2004
  - 2e des Boucles de l'Aulne
- 2006
  - Tour du Loiret :
    - Classement général
    - 1re étape

  - 2e de Manche-Atlantique
  - 2e du championnat de l'Orléanais sur route
- 2007
  - 3e étape de Tour de Martinique

## Classements mondiaux
| Année           | 2007 |
| --------------- | ---- |
| UCI Europe Tour | 645e |